# Równoważnik strofy
Równoważnik strofy – pojedynczy wers, pełniący w kompozycji utworu wierszowanego taką samą funkcję jak strofa.
Z definicji strofy wynika, że jest ona zespołem co najmniej dwóch wersów. Niekiedy jednak w utworach literackich można spotkać pojedyncze linijki, wyodrębnione graficznie, składniowo i semantycznie, które odgrywają w ramach struktury wiersza analogiczną rolę jak strofy. W szczególności status równoważnika strofy ma ostatni wers szeregu tercynowego, zawierający puentę utworu.
Miały być struny przeczuć potrącone,
I w rozstrzygnięciu krwawego dramatu,
Poza tryumfem piekieł nieskażone
Wschodzące słońce miało wskazać światu —
W długim szeregu zatraceń i zniszczeń,
Od legendowych rajów Eufratu —
Drogę — wśród ciągłych bojów i oczyszczeń —
Do tej anielskiej ojczyzny wszech ludów,
Co, wolna w chwili osiągniętych ziszczeń,
Spłynie z rozbitej dziś kolebki cudów.
(Adam Asnyk, Sen grobów)